# オオズワイガニ
オオズワイガニ（学名：Chionoecetes bairdi、英：bairdi crabまたはtanner crab）は、ズワイガニ属のカニである。ズワイガニとよく似ていて、見分けるのは難しい。どちらの種もベーリング海で見られ、"snow crab"という名前で販売されている。乱獲のため、その漁獲には厳しい制限が課されている。カニの分類の第一人者であるスミソニアン研究所のメアリー・ラスバンにより、師であり、スミソニアン協会の副事務局長、米国魚類委員会の委員長を務めたスペンサー・フラトン・ベアードの名前に因んで命名された。

## 生物学

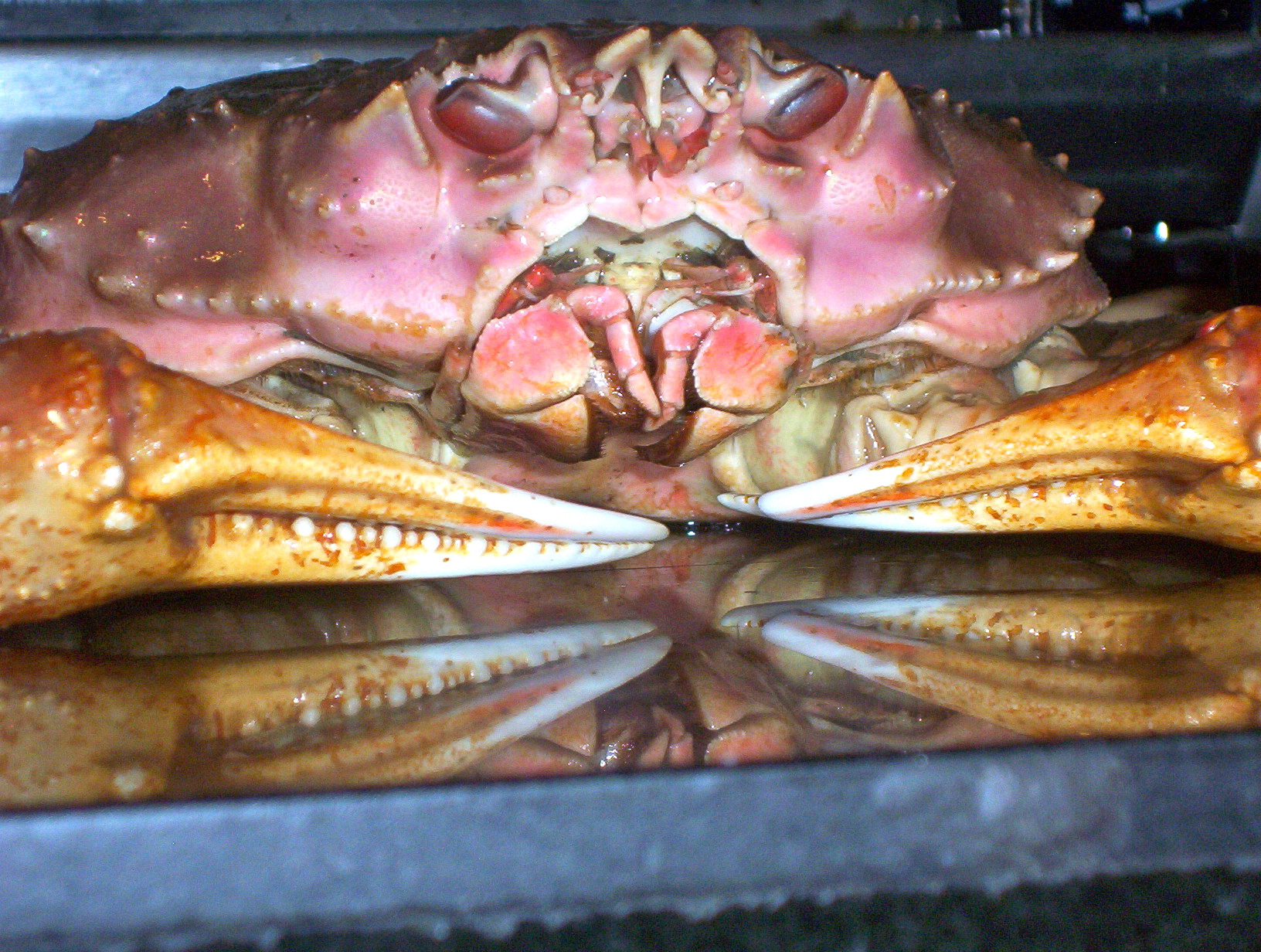
オスの成体の口、その他の感覚器、ハサミ

オオズワイガニは十脚類であり、最前脚にハサミ状の爪を持つ。10年以上生き、5年程度で成体になるまでに、1-4ポンド（0.45-1.81 kg）に達する。メスは1年間に渡って受精卵を抱き、プランクトンが大発生する春季に孵化する。幼生は初めは泳ぐことができるが、約2か月後にはこの能力を失い、底生生物となる。主な餌は底生の甲殻類、貝、蠕虫等であり、底生魚やヒトに捕食される。交尾期以外にオスとメスが別々に生息しているということを除き、社会構造についてはほとんど分かっていない。Hematodinium pereziによるbitter crab diseaseに脆弱である。雄で甲長139mm、甲幅152mm。雌で92.8mm、甲幅100mmになる。

## 漁獲
通常、タラバガニの漁獲に用いられるものと似たカニ網により漁獲される。ベーリング海では、1961年にオオズワイガニの漁獲が解禁され、すぐに最大漁獲量15.1万トンに達する北太平洋の主要な漁獲物になった。
1976年のマグヌソン漁業保存管理法の成立前に、ベーリング海のオオズワイガニの大部分は、日本とソビエト連邦の漁船によって獲り尽されていた。乱獲により個体数が急減し、1984年にはわずか540トンの漁獲しかなかった。オオズワイガニが乱獲による絶滅の危機に瀕していたため、立法者と漁業管理者は、1986年及び1987年にオオズワイガニ漁を全面的に禁止した。漁獲量制限の政策調整が行われたが、1996年の漁獲量が非常に少なかったため、1997年に再び漁が禁止された。

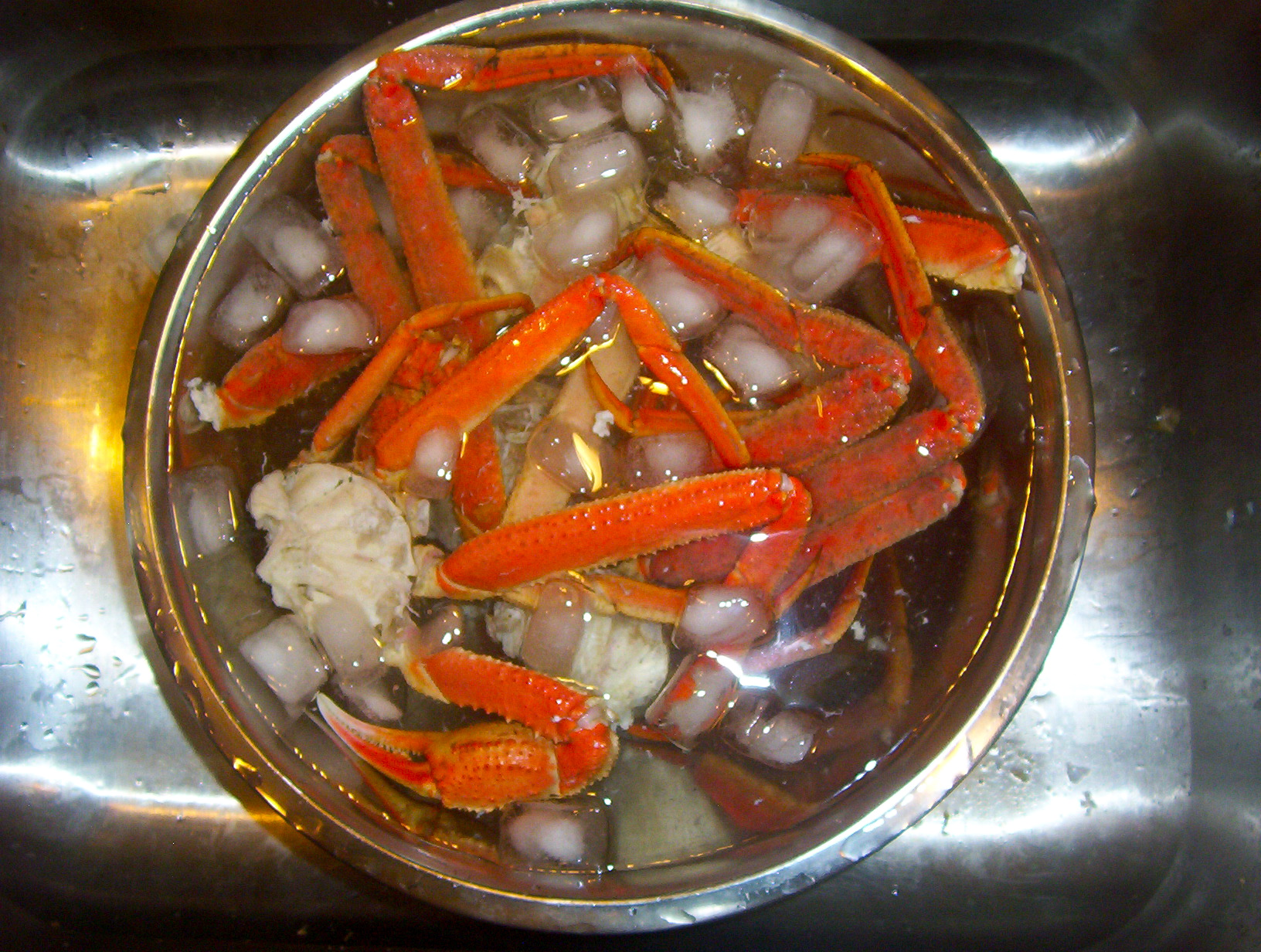
新しい漁業規制により、漁獲したカニの一部が地元のアラスカで消費されるようになった。

2000年代中盤には、漁業管理者が北大西洋やニュージーランドの同様のプログラムを元に"Crab Rationalization Program"を導入した。このプログラムでは、各カニ漁船の過去の漁獲量に基づく個別割当量を導入し、漁獲高の一部を漁獲地で販売することを要件とした。このプログラムは環境団体や自然保護団体からの評判は良かったが、カニがたくさんいても割当量を超えて漁獲できないため、小規模な漁業者らは不満であった。アラスカ大学フェアバンクス校の漁業海洋科学部の研究者は、乱獲に加えて、卓越風が毎年のカニの個体数に影響を与えるという仮説を立てた。
日本においては数十年に一度噴火湾にて大量発生するが、ボタンエビの水揚げ量が減ってなおかつエビかごの網を壊す厄介者として扱われていた。しかし、2023年に大量発生した際には漁協がキャンペーンを行うなどして、翌年には地域の漁業の柱となっている。その一方で、香箱ガニなどと偽って出荷する業者があらわれるなど、問題もある。